# مستشار الخزانة
مستشار ووكيل خزانة جلالة الملكة، يعرف باسم مستشار الخزانة أو ببساطة المستشار، هو أحد كبار المسؤولين في حكومة المملكة المتحدة ورئيس خزانة صاحبة الجلالة. يتواجد مكتبه في مجلس الوزراء البريطاني.
يعتبر المستشار مسؤولا عن جميع المسائل الاقتصادية والمالية أي يماثل دور وزير المالية في الدول الأخرى. ويعتبر هذا المنصب أحد المكاتب الأربعة الكبرى في الدولة، وأصبح في الآونة الأخيرة أقوى مكتب سياسي في المملكة المتحدة بعد رئيس الوزراء.
أصبح مستشار الخزانة هو اللورد الثاني للخزانة بشكل دائم بصفته أحد مفوضي مجلس اللوردات لإنجاز عمل مكتب الخزانة. كان من الشائع في القرن الثامن عشر وأوائل القرن التاسع عشر أن يعمل رئيس الوزراء أيضًا كمستشار للخزانة إذا جلس في مجلس العموم، كان آخر رئيس وزراء ومستشار الخزانة هو ستانلي بلدوين في عام 1923. أما في الحالات التي كان فيها منصب المستشار شاغرا كان رئيس محكمة العدل العليا بمجلس الملك بمثابة مستشار مؤقت. وكان آخر رئيس قضاة أدى هذا الدور هو اللورد دينمان في عام 1834.
مكتب المستشار هو ثالث أقدم مكتب حكومي في التاريخ البريطاني. حمل في الأصل مسؤولية الخزانة وهي مؤسسة إنجليزية تعود أصولها للعصور الوسطى، كانت مهمتها جمع وتدقيق العائدات الملكية في الفترة الأنجلوسكسونية وبقي المنصب بعد عزو النورمان لإنجلترا. تعتبر نتائج تدقيق الخزانة لسنتي 1129 و1130 خلال حكم الملك هنري الأول دليلا على استمرارية عمل مكتب الخزانة قبل ذلك بسنوات. كان المستشار يتحكم بالسياسة النقدية والمالية حتى عام 1997، عندما مُنح بنك إنجلترا سيطرة مستقلة على أسعار الفائدة. يشرف المستشار أيضًا على الإنفاق العام في الدوائر الحكومية.

## اللورد الثاني في مكتب الخزانة
يعتبر مدير مكتب مستشار الخزانة اللورد الثاني للخزانة بحكم منصبه كعضو في لجنة الخزانة العليا. وبصفته اللورد الثاني فإن مقر إقامته الرسمي في لندن بجوار مقر إقامة لورد الخزانة الأول (وهو اللقب الذي حمله رئيس الوزراء لسنوات عديدة). كان كلا المنزلين في الماضي مساكن خاصة لكنهما اليوم مكاتب متصلة حيث يعيش اللورد في شقة علوية كان يقيم بها الخدم سابقًا. شغل المستشار منذ عام 1827 صفة اللورد الثاني للخزانة حتى عندما لم يكن ذلك المنصب مسمى لرئيس الوزراء أيضًا.

## الأدوار والمسؤوليات
وصف المستشار السابق روبرت لوي المكتب بالصفات التالية في مجلس العموم بتاريخ 11 أبريل / نيسان عام 1870: «مستشار الخزينة هو رجل يملك واجبات تجعله مثل آلة الضرائب. إذ يملك كمية معينة من البؤس ومن واجبه أن يوزعها على الجميع».

### السياسة المالية
يتمتع المستشار بمستوى كبير من السيطرة على الإدارات الأخرى حيث أن مكتب الخزانة هو الذي يضع حدود الإنفاق الإداري. يعتمد مقدار النفوذ الذي يملكه المستشار على قوة شخصيته ووضعه داخل حزبه وعلاقته برئيس الوزراء. امتلك جوردون براون الذي أصبح مستشارًا عندما تولى حزب العمل الحكم في عام 1997 قاعدة شعبية كبيرة في الحزب. وربما بسبب ذلك فضل توني بلير إبقائه في نفس المنصب طوال سنواته العشر كرئيس للوزراء، مما جعل براون شخصية مهيمنة بشكل غير عادي وكان أطول من شغل منصب مستشار منذ إقرار قانون الإصلاح لعام 1832. وقد عزز ذلك اعتبار منصب المستشار المنصب الثاني في الحكومة بكونه أعلى من وزير الخارجية ووزير الداخلية.
أحد المهام الرئيسية للمستشار هي وضع ميزانية الدولة السنوية. أصبحت الميزانية الأولى تسمى (ميزانية الخريف) بدءا من عام 2017 وتحدد الإنفاق الحكومي في السنة المالية المقبلة وتعلن أيضًا عن التدابير المالية الجديدة. والميزانية الثانية هي بيان الربيع وتعرف أيضًا باسم (الميزانية الصغيرة). احتفظت السنة الضريبية في بريطانيا بنهاية العام على التقويم اليولياني القديم وهي 24 مارس / آذار (النمط القديم) أو 5 أبريل / نيسان (النمط الحديث). كانت الميزانية تصدر في الربيع منذ عام 1993 مسبوقة ببيان الخريف السنوي الذي كان هذا يدعى تقرير ما قبل الميزانية. يصدر بيان الخريف عادة في نوفمبر / تشرين الثاني أو ديسمبر / كانون الأول. أقرت ميزانيات اعوام 1997 و2001 و2002 و2003 و2006 و2007 و2008 و2012 و2016 في يوم الأربعاء من خلال في خطاب أُلقي أمام مجلس العموم.
تعتبر الميزانية سر في الدولة حتى يقرها المستشار في خطابه أمام البرلمان. سرب هيو دالتون وهو في طريقه لإلقاء خطاب الموازنة في عام 1947 التفاصيل الرئيسية لمراسل إحدى الصحف دون قصد وظهرت في المطبوعات قبل أن يلقي خطابه. اضطر دالتون حينها إلى تقديم استقالته.

## مزايا المكتب

### السكن الرسمي
لم يكن مستشار الخزانة يملك أي مكان إقامة رسمي في لندن حتى عام 1828 حين أصبح يعيش في مقر اللورد الثاني الرسمي بصفته لورد الخزينة الثاني. بدل اللوردان الأول والثاني توني بلير وجوردون براون في عام 1997 الشقق، حيث كانت شقة المستشار أكبر وبالتالي تناسب احتياجات بلير (الذي كان لديه أطفال يعيشون معه) أكثر من براون الذي كان في تلك المرحلة غير متزوج.

### دورنيوود
دورنيوود هو المقر الصيفي المقدم تقليديًا للمستشار على الرغم من أن رئيس الوزراء هو الذي يقرر من الذي يمكنه استخدام هذا المنزل. رفض جوردون براون عندما أصبح مستشارًا في عام 1997 استخدامه وخصص المنزل الذي يقع على مساحة 215 فدانًا (87 هكتار) من الحدائق لنائب رئيس الوزراء جون بريسكوت. ثم عاد إلى المستشار أليستير دارلينغ في عام 2007.

### حقيبة الميزانية
يحمل المستشار عادةً خطاب الميزانية الخاص به إلى مجلس العموم في حقيبة حمراء تشبه الحقائب التي يستخدمها جميع الوزراء الحكوميين الآخرين (تعرف باسم الحقائب الوزارية) في نقل أوراقهم الرسمية ولكن هذه الحقيبة معروفة جيدًا لأن المستشار يعرض الحقيبة التي تحتوي على خطاب الميزانية امام الاعلام صباحًا قبل إلقاء الخطاب.
استخدمت حقيبة الميزانية الاصلية لأول مرة من قبل وليم غلادستون في عام 1853 واستمروا المستشارون باستخدامها حتى عام 1965 عندما كان جيمس كالاهان أول مستشار كسر التقاليد عندما استخدم حقيبة جديدة. استخدم المستشارون قبل غلاستون حقائب حمراء ذات تصميم ومواصفات مختلفة. يقال أنَّ هذه العادة قد بدأت في أواخر القرن السادس عشر عندما أهدى ممثل الملكة إليزابيث الأولى فرانسيس ثروكمورتون السفير الإسباني برناردينو دي ميندوزا حقيبة حمراء مليئة بالبودينغ الأسود.
أصبح جوردون براون ثاني مستشار يستخدم حقيبة جديدة في خطاب لقرار الميزانية في يوليو / تموز عام 1997. صُنعت الحقيبة الجديد من خشب الصنوبر الأصفر وله مقبض نحاسي وقفل ومغطى بالجلد القرمزي ومزخرف بالرمز الملكي ورمز المستشار. عاد أليستير دارلينج في أول اقرار ميزانية يقره في مارس / آذار عام 2008 لاستخدام حقيبة الميزانية الأصلية وتابع خلفه جورج أوزبورن هذا التقليد قبل أن يعلن عن الاستغناء عنه بسبب قدمه. فُقد مفتاح حقيبة الميزانية الأصلية.

## المشروب خلال اقرار الميزانية
سمح للمستشار حسب التقاليد بشرب ما يريد أثناء إلقاء خطاب الميزانية السنوي على البرلمان. ويشمل ذلك الكحول الذي يعتبر محظورا بموجب القواعد البرلمانية.
اختار المستشارون السابقون الويسكي (كينيث كلارك)، والجين مع المنشط (جيوفري هاو)، البراندي والمياه (بينجامين دزرائيلي وجون ميجر)، السبريتزر وهو مزيج النبيذ والمياه الغازية (نايجل لوسون) الشيري مع البيض المخفوق (وليام غلادستون).